# 潘玉宝
潘玉宝（1965年9月1日—），又译英德拉·曼尼·潘迪、I·M·潘迪（I. M. Pandey）、潘迪，印度外交官，現任環孟加拉灣多領域技術暨經濟合作倡議祕書長，曾任印度常駐聯合國日內瓦辦事處及其他國際組織代表、印度駐阿曼大使、印度駐法國副大使、印度駐廣州總領事等職務。

## 经历
潘玉宝出生於1965年9月1日。
1990年潘玉宝加入印度外交部。1998年10月至1999年6月，他參加了牛津大學的外交服務計劃。2009年，他參加了由印度國防學院舉辦的第49屆國家安全與戰略課程。在新德里外交部早期的工作中，潘玉宝曾在西亞北非司，領事、護照及簽證司，反恐小組，美洲司以及孟加拉國、斯里蘭卡、馬爾代夫和緬甸司等部門任職。他還曾在印度駐開羅（埃及）、大馬士革（敘利亞）、伊斯蘭堡（巴基斯坦）、喀布爾（阿富汗）的大使館、高級專員公署及印度常駐日內瓦裁軍談判會議代表團中擔任各種職務。
潘玉宝曾擔任印度駐廣州總領事（2010年1月20日至2012年）和印度駐法國副大使（2012年至2015年）。2015年3月27日，被任命爲印度駐阿曼大使。2015年8月1日至2018年7月29日，任印度駐阿曼大使。此後他曾擔任印度外交部輔祕，負責裁军与国际安全司。2020年9月5日起，潘玉宝擔任印度常駐聯合國日內瓦辦事處及其他國際組織代表。9月29日，向联合国日内瓦办事处總幹事塔蒂亞娜·瓦洛瓦亞遞交國書。
2023年10月20日，潘玉宝被任命爲環孟加拉灣多領域技術暨經濟合作倡議下一任祕書長，他是該組織的第一位印度籍祕書長。他於2024年1月4日就任環孟加拉灣多領域技術暨經濟合作倡議第四任祕書長，任期三年。

## 家庭
已婚，育有一女。